# Venustiano Carranza (distrikt)

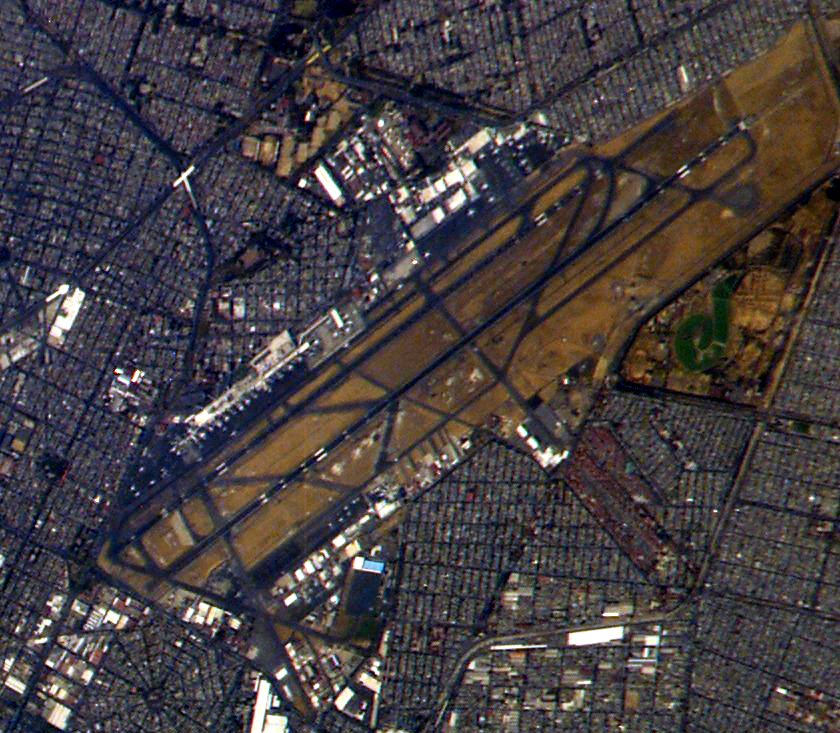
Venustiano Carranza (distrikt)

Venustiano Carranza är en av Mexico Citys 16 distrikt, delegación. Distriktet har fått sitt namn efter Venustiano Carranza mexikansk president under revolutions åren på 1910-talet.
Här ligger Mexikos internationella flygplats, Benito Juarez och korsas av Circuito Interior.